# Gaspard Manesse
Gaspard Manesse (París, 25 de marzo de 1975) es un actor y músico francés.

## Biografía
Obtuvo su primer papel como actor en el filme Au revoir les enfants (1987, Adiós, muchachos en España, Adiós a los niños en Hispanoamérica), del director Louis Malle.
Apareció en las películas Erreur de jeunesse (1989), del director Radovan Tadic, y Comme il vient (2002), del director Christophe Chiesa. En este último filme, además, interpretó la música. Más tarde participó en el cortometraje Cet été-là (2007) de la directora Justine Malle, hija de Louis Malle, y en la película Un transport en commun (2009), de la directora Dyana Gaye.
Es trompetista del grupo Surnatural Orchestra.

## Filmografía
- 1987 Au revoir les enfants (Adiós, muchachos/Adiós a los niños) - director: Louis Malle
- 1989 Erreur de jeunesse (Error de juventud) - director: Radovan Tadic
- 2002 Comme il vient - director: Christophe Chiesa
- 2007 Cet été-là (Ese verano) - directora: Justine Malle
- 2009 Un transport en commun - directora: Dyana Gaye